# Arthur Schmid junior

Arthur Schmid (1985)

Arthur Schmid (* 25. Januar 1928 in Oberentfelden; heimatberechtigt in Oberentfelden und Staffelbach; † 1. Mai 2023 in Oberentfelden) war ein Schweizer Politiker (SP).

## Leben
Arthur Schmid war der Sohn des SP-Nationalrats und Aargauer Grossrats Arthur Schmid senior. Nach dem Jurastudium an der Universität Zürich und der Promotion zum Dr. iur. begann er als Sekretär am Bezirksgericht Kulm. Später wurde er Generalsekretär der Aargauer Gesundheitsdirektion.
Von 1959 bis 1979 sass er für die SP Aargau im Nationalrat, wo er sich insbesondere den Themen Bildung und Sozialversicherungen widmete. 
Von 1965 bis 1993 war Schmid als Direktor des Erziehungsdepartements Mitglied der Kantonsregierung, mehrfach auch Landammann. In seine Zeit als Erziehungsdirektor fielen die Eröffnung der Lehramtschule (heute Pädagogische Hochschule) in Aarau, das Schulgesetz, die Gründung der Höheren Technischen Lehranstalt (Ingenieurschule) in Brugg-Windisch (heute Hochschule für Technik am Campus Brugg-Windisch der FHNW) sowie die Einrichtung der von zwei Kantonen gemeinsam getragenen Höheren Wirtschafts- und Verwaltungsschule (HWV) Aargau-Solothurn in Olten, die inzwischen ebenfalls in der FHNW aufgegangen ist. Das Projekt einer Hochschule Aargau wurde hingegen 1976 aufgegeben. Ausserdem schaffte es Schmid als landesweite Pionierleistung, die Kulturförderung und -vermittlung durch ein Kuratorium als Staatsaufgabe im Gesetz festschreiben zu lassen.
Von 1969 bis 1974 präsidierte Schmid die Sozialdemokratische Partei der Schweiz. 1973 war er der offizielle Kandidat der SP bei der Ersatzwahl für drei zurückgetretene Bundesräte, von der SP Hans Peter Tschudi. Bei der gemäss NZZ am Sonntag «wohl denkwürdigsten Bundesratswahl des 20. Jahrhunderts» unterlagen jedoch alle drei offiziellen Kandidaten. Den SP-Sitz gewann schon im ersten Wahlgang der Solothurner Regierungsrat Willi Ritschard – gemäss Gerüchten wollte Bundesrat Kurt Furgler (CVP) damit verhindern, dass der ebenso machtbewusste Solothurner CVP-Nationalrat Leo Schürmann als offizieller Kandidat die Wahl schaffte, weil damals nur ein Vertreter eines Kantons in der Landesregierung sitzen durfte.
Schmid war zweimal verheiratet und hatte einen Sohn. Er starb 2023 im Alter von 95 Jahren in Oberentfelden.